# Offaly (circonscription du Dáil)
Offaly est une circonscription électorale irlandaise. Elle est créée en 2016, pour les élections générales de 2016. Elle permet d'élire trois membres du Dáil Éireann, la chambre basse de l'Oireachtas, le parlement d'Irlande. L'élection se fait suivant un scrutin proportionnel plurinominal avec scrutin à vote unique transférable.
Elle est abolie lors des élections générales irlandaises de 2020 en même temps que la circonscription de Laois. Elles sont toutes deux remplacées par Laois-Offaly, recréée pour l'occasion.
Elle est recréée pour les élections générales irlandaises de 2024 et couvre l'ensemble du comté d'Offaly.

## Députés

### 2016–2020
Note : Les colonnes de ce tableau sont utilisées uniquement à des fins de présentation et aucune importance ne doit être attachée à l'ordre des colonnes. Pour plus de détails sur l'ordre dans lequel les sièges ont été remportés à chaque élection, voir les résultats détaillés de cette élection.

### Depuis 2024
Note : Les colonnes de ce tableau sont utilisées uniquement à des fins de présentation et aucune importance ne doit être attachée à l'ordre des colonnes. Pour plus de détails sur l'ordre dans lequel les sièges ont été remportés à chaque élection, voir les résultats détaillés de cette élection.

## Élections

### Élections générales de 2016
| Parti                                                                                   | Parti                  | Candidat                  | %    | Comptage | Comptage | Comptage | Comptage | Comptage | Comptage | Comptage |
| Parti                                                                                   | Parti                  | Candidat                  | %    | 1        | 2        | 3        | 4        | 5        | 6        | 7        |
| --------------------------------------------------------------------------------------- | ---------------------- | ------------------------- | ---- | -------- | -------- | -------- | -------- | -------- | -------- | -------- |
|                                                                                         | Fianna Fáil            | Barry Cowen               | 28,1 | 12 366   |          |          |          |          |          |          |
|                                                                                         | Fine Gael              | Marcella Corcoran Kennedy | 15,5 | 6 838    | 6 919    | 7 270    | 7 798    | 9 484    | 11 313   |          |
|                                                                                         | Sinn Féin              | Carol Nolan               | 10,9 | 4 804    | 4 882    | 5 459    | 6 295    | 7 195    | 8 785    | 8 890    |
|                                                                                         | Fianna Fáil            | Eddie Fitzpatrick         | 7,7  | 3 394    | 4 297    | 4 578    | 6 147    | 7 141    | 8 521    | 8 720    |
|                                                                                         | Renua                  | John Leahy                | 10,4 | 4 596    | 4 759    | 5 319    | 5 833    | 6 588    |          |          |
|                                                                                         | Sans étiquette         | Joe Hannigan              | 11,8 | 5 188    | 5 226    | 5 536    | 5 816    |          |          |          |
|                                                                                         | Sans étiquette         | John Foley                | 9,5  | 4 200    | 4 241    | 4 536    |          |          |          |          |
|                                                                                         | Irish Democratic Party | Ken Smollen               | 2,2  | 971      | 999      |          |          |          |          |          |
|                                                                                         | Sans étiquette         | Teresa Ryan Feehan        | 1,4  | 603      | 616      |          |          |          |          |          |
|                                                                                         | Sans étiquette         | Kate Bopp                 | 1,2  | 549      | 554      |          |          |          |          |          |
|                                                                                         | Parti vert             | Christopher Fettes        | 1,2  | 525      | 532      |          |          |          |          |          |
| Électorat : 65 636 Valide : 44 034 Non valide : 411 Quota : 11 009 Participation : 67,7 |                        |                           |      |          |          |          |          |          |          |          |